# Олегівський провулок
Олегівський прову́лок — зниклий провулок, що існував у Шевченківському районі міста Києва, місцевість Поділ. Пролягав від вулиці Олегівської до Лук'янівської вулиці.

## Історія
Майбутній Олегівський провулок вперше можна побачити на плані Києва 1803 року.
При перейменуванні вулиць у 1869 році на Щекавиці було найменовано 3 провулки — Кладовищенський, Новий та Прорізний. На жаль, неможливо ідентифікувати, який із них був майбутнім Олегівським провулком. У адресних довідниках «Весь Кіевъ» за 1900—1915 роки згадується Новий провулок і можна зробити висновок, що він знаходиться поряд із вулицею Олегівською, але достеменно ідентифікувати його як майбутній Олегівський провулок також неможливо.
З огляду на малу протяжність провулку (його протяжність складала близько 60 метрів) він був зафіксований не на усіх картах і на жодній він не підписаний. Тому невідомо навіть, коли він набув назву Олегівський (наразі можна говорити лише про те, що це відбулося вже у радянський час — дорадянська література такої назви не знає).
Ліквідований 1977 року у зв'язку зі знесенням старої забудови. Приблизно трасою колишнього провулку зараз пролягають сходи, що сполучають Олегівську та Лук'янівську вулиці у місці найближчого їх зближення (такий висновок також зроблено на підставі аналізу старих карт, де провулок показано саме у цьому місці).